# Horst Voigt (Politiker, 1941)
Horst Voigt (* 21. Februar 1941 in Zschorlau) ist ein deutscher Politiker der CDU und der AB 2000.

## Leben und Beruf
Nach dem Besuch der Grundschule in Zschorlau absolvierte Voigt eine zweijährige Lehre zum Maschinenschlosser, später folgten noch die Ausbildung zum Tiefbohrbaumeister und Tiefbohringenieur. Von 1973 bis 1992 war er als Ingenieur tätig, danach war er bis 1994 Geschäftsführer eines Gasversorgungsunternehmens.

## Politik
Voigt trat 1970 in die CDU ein. Von 1990 bis 1994 war er Präsident der Stralsunder Bürgerschaft. Bei der Landtagswahl 1994 gewann Voigt das Direktmandat im Wahlkreis Stralsund II und zog so in den Landtag von Mecklenburg-Vorpommern ein. Am 27. August 1997 verkündete Voigt seinen Austritt aus der CDU, er begründete dies mit dem Zurückdrängen christlicher Werte. Als einziger fraktionsloser Abgeordneter des Parlaments gehörte er dem Landtag bis zum Ende der Wahlperiode 1998 an. Auf seine Initiative gründete er die Partei der Alternativen Bürgerbewegung 2000 Deutschlands, die bei der Landtagswahl und der Bundestagswahl 1998 mit wenig Erfolg antrat.